# 推移质

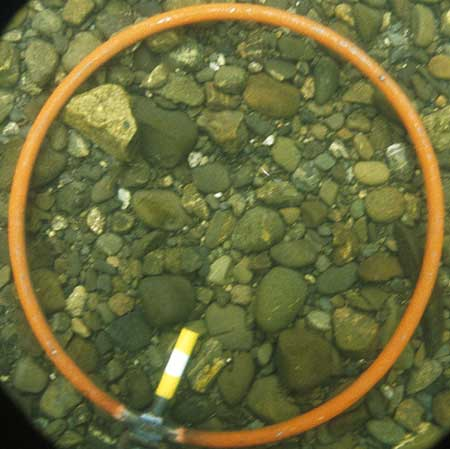
阿拉斯加Campbell Creek谷底的推移质。

推移质（英語：bed load，又译底移質、河床載、底负载、底床荷重、河底荷重等）是指流体（通常是水）中在河床上运输的的颗粒。与推移质相关的概念有悬移质和冲泻质。
推移质通过滚动、滑动和/或躍移来移动。
一般而言，下游的推移质比上游的推移质更小且更圆滑，这部分是由于石头相互碰撞、撞击河道造成的損蝕和磨损，从而去除了粗糙的纹理并使颗粒变小。然而，沉积物的分选搬运也起到了使下游推移质细化的作用：小颗粒比大颗粒更容易夹带，因为夹带颗粒所需的剪切应力与颗粒直径成线性比例。然而，尺寸分选的程度受到Parker和Klingeman（1982）描述的隐藏效应（hiding effect）的限制，其中较大的颗粒在河床中突出，而较小的颗粒被较大的颗粒屏蔽和隐藏，结果几乎所有的颗粒尺寸在几乎相同的剪切应力下被夹带。